# ホロコースト記念館
ホロコースト記念館（ホロコーストきねんかん、英語: Holocaust Education Center）とは、広島県福山市御幸町中津原にある、ナチス・ドイツによるホロコーストについての博物館である。1995年に開館し、2007年には新館が建造された。

## 歴史
1971年4月に大塚信がオットー・フランクと偶然出会い、平和への熱い思いを受けた。その思いを形にするべく1995年6月に聖イエス会御幸教会内に開館した。2007年10月2日に近接地に移転拡張した。
2021年に初代館長の大塚信が退任し、副館長だった吉田明生が新館長となった。

## 施設
主に青少年に対しアンネ・フランクの隠れ家の部屋や日記の再現をはじめホロコーストの歴史を伝える展示が行われ、そのため文献資料なども備えられている。食器や衣類などは大塚が世界中の関係者に手紙を出すなどして数年がかりで集めたものである。
敷地内には、アンネ・フランクが隠れ家から見ていたマロニエの若木が植えられているほか、アンネのバラ「アンネ・フランクの形見」が植えられているバラ園がある。
館のシンボルマークにはユダヤ教の象徴であるダビデの星があしらわれている。
2017年から杉原千畝コーナーを新設している。

## 利用情報
- 開館時間 - 10:30〜17:00（入館は16:30まで）[23]
- 休館日 - 日・月曜日、祝祭日、8月13日〜8月16日、12月27日〜1月5日[23]
- 観覧料 - 無料[23]

## 受賞歴
- デダロ・ミノッセ国際建築賞（イタリア語版）・40歳未満の部（ALA-ASSOARCHITETTI、2008年）[24][6]
- 第46回ばら花壇コンクール 企業・学校花壇の部 努力賞（福山市、2014年）[25]